# Mistrzostwa Europy w Koszykówce Mężczyzn 1999
Mistrzostwa Europy w koszykówce mężczyzn odbyły się we Francji w dniach 21 czerwca do 3 lipca. Zwyciężyła dużyna Włoch, Hiszpania zajęła drugie miejsce, natomiast Jugosławia trzecie. MVP turnieju został reprezentant Włoch Gregor Fučka.

## Faza grupowa

### Grupa A

#### Tabela
| msc. | Drużyna            | pkt | zw | por | stosunek koszy |
| ---- | ------------------ | --- | -- | --- | -------------- |
| 1.   | Jugosławia         | 6   | 3  | 0   | 227 : 181      |
| 2.   | Francja            | 5   | 2  | 1   | 200 : 196      |
| 3.   | Izrael             | 4   | 1  | 2   | 191 : 220      |
| 4.   | Macedonia Północna | 3   | 0  | 3   | 197 : 218      |

#### Wyniki
21 czerwca 1999 r.
- Izrael 61 - 81 Jugosławia
- Macedonia 67 - 71 Francja

22 czerwca 1999 r.
- Jugosławia 83 - 68 Macedonia
- Francja 77 - 66 Izrael

23 czerwca 1999 r.
- Macedonia 62 - 64 Izrael
- Jugosławia 63 - 52 Francja

### Grupa B

#### Tabela
| msc. | Drużyna   | pkt | zw | por | stosunek koszy |
| ---- | --------- | --- | -- | --- | -------------- |
| 1.   | Rosja     | 5   | 2  | 1   | 210 : 191      |
| 2.   | Hiszpania | 5   | 2  | 1   | 231 : 229      |
| 3.   | Słowenia  | 5   | 2  | 1   | 204 : 209      |
| 4.   | Węgry     | 3   | 0  | 3   | 229 : 247      |

#### Wyniki
21 czerwca 1999 r.
- Słowenia 47 - 68 Rosja
- Węgry 75 - 84 Hiszpania

22 czerwca 1999 r.
- Rosja 73 - 72 Węgry
- Hiszpania 75 - 85 Słowenia

23 czerwca 1999 r.
- Węgry 66 - 72 Słowenia
- Rosja 69 - 72 Hiszpania

### Grupa C

#### Tabela
| msc. | Drużyna              | pkt | zw | por | stosunek koszy |
| ---- | -------------------- | --- | -- | --- | -------------- |
| 1.   | Turcja               | 5   | 2  | 1   | 188 : 169      |
| 2.   | Włochy               | 5   | 2  | 1   | 196 : 190      |
| 3.   | Chorwacja            | 5   | 2  | 1   | 198 : 197      |
| 4.   | Bośnia i Hercegowina | 3   | 0  | 3   | 160 : 186      |

#### Wyniki
21 czerwca 1999 r.
- Bośnia i Hercegowina 42 - 57 Turcja
- Chorwacja 70 - 68 Włochy

22 czerwca 1999 r.
- Turcja 70 - 63 Chorwacja
- Włochy 64 - 59 Bośnia i Hercegowina

23 czerwca 1999 r.
- Bośnia i Hercegowina 59 - 65 Chorwacja
- Włochy 64 - 61 Turcja

### Grupa D

#### Tabela
| msc. | Drużyna | pkt | zw | por | stosunek koszy |
| ---- | ------- | --- | -- | --- | -------------- |
| 1.   | Czechy  | 5   | 2  | 1   | 229 : 211      |
| 2.   | Niemcy  | 5   | 2  | 1   | 210 : 210      |
| 3.   | Litwa   | 5   | 2  | 1   | 228 : 216      |
| 4.   | Grecja  | 3   | 0  | 3   | 194 : 224      |

#### Wyniki
21 czerwca 1999 r.
- Czechy 78 - 62 Litwa
- Niemcy 59 - 58 Grecja

22 czerwca 1999 r.
- Litwa 84 - 74 Niemcy
- Grecja 72 - 83 Czechy

23 czerwca 1999 r.
- Czechy 68 - 77 Niemcy
- Grecja 64 - 82 Litwa

## Druga faza grupowa

### Grupa E

#### Tabela
| msc. | Drużyna    | pkt | zw | por | stosunek koszy |
| ---- | ---------- | --- | -- | --- | -------------- |
| 1.   | Jugosławia | 11  | 5  | 1   | 443 : 386      |
| 2.   | Francja    | 11  | 5  | 1   | 414 : 384      |
| 3.   | Rosja      | 10  | 4  | 2   | 441 : 409      |
| 4.   | Hiszpania  | 9   | 3  | 3   | 439 : 454      |
| 5.   | Izrael     | 8   | 2  | 4   | 416 : 467      |
| 6.   | Słowenia   | 8   | 2  | 4   | 405 : 421      |

#### Wyniki
26 czerwca 1999 r.
- Hiszpania 57 - 74 Francja
- Słowenia 66 - 71 Jugosławia
- Rosja 93 - 84 Izrael

27 czerwca 1999 r.
- Jugosławia 77 - 63 Hiszpania
- Izrael 67 - 66 Słowenia
- Francja 66 - 62 Rosja

28 czerwca 1999 r.
- Hiszpania 88 - 74 Izrael
- Rosja 76 - 68 Jugosławia
- Słowenia 69 - 74 Francja

### Grupa F

#### Tabela
| msc. | Drużyna   | pkt | zw | por | stosunek koszy |
| ---- | --------- | --- | -- | --- | -------------- |
| 1.   | Litwa     | 11  | 5  | 1   | 467 : 401      |
| 2.   | Włochy    | 10  | 4  | 2   | 427 : 385      |
| 3.   | Turcja    | 10  | 4  | 2   | 377 : 371      |
| 4.   | Niemcy    | 9   | 3  | 3   | 420 : 432      |
| 5.   | Chorwacja | 9   | 3  | 3   | 444 : 454      |
| 6.   | Czechy    | 8   | 2  | 4   | 434 : 470      |

#### Wyniki
26 czerwca 1999 r.
- Litwa 74 - 48 Turcja
- Czechy 64 - 86 Chorwacja
- Niemcy 53 - 74 Włochy

27 czerwca 1999 r.
- Chorwacja 75 - 91 Litwa
- Turcja 63 - 55 Niemcy
- Włochy 95 - 68 Czechy

28 czerwca 1999 r.
- Niemcy 102 - 85 Chorwacja
- Czechy 73 - 78 Turcja
- Litwa 74 - 62 Włochy

## Ćwierćfinały
1 lipca 1999 r.
- Hiszpania 74 - 72 Litwa
- Francja 66 - 63 Turcja
- Rosja 79 - 102 Włochy
- Jugosławia 78 - 68 Niemcy

## Półfinały
2 lipca 1999 r.
- Francja 63 - 70 Hiszpania
- Jugosławia 62 - 71 Włochy

## Finały
3 lipca 1999 r.

### mecz o 7. miejsce
- Turcja 67 - 86 Niemcy

### mecz o 5. miejsce
- Rosja 72 - 103 Litwa

### mecz o 3. miejsce
- Francja 62 - 74 Jugosławia

### mecz o 1. miejsce
- Włochy 64 - 56 Hiszpania